# نقل الشحنات

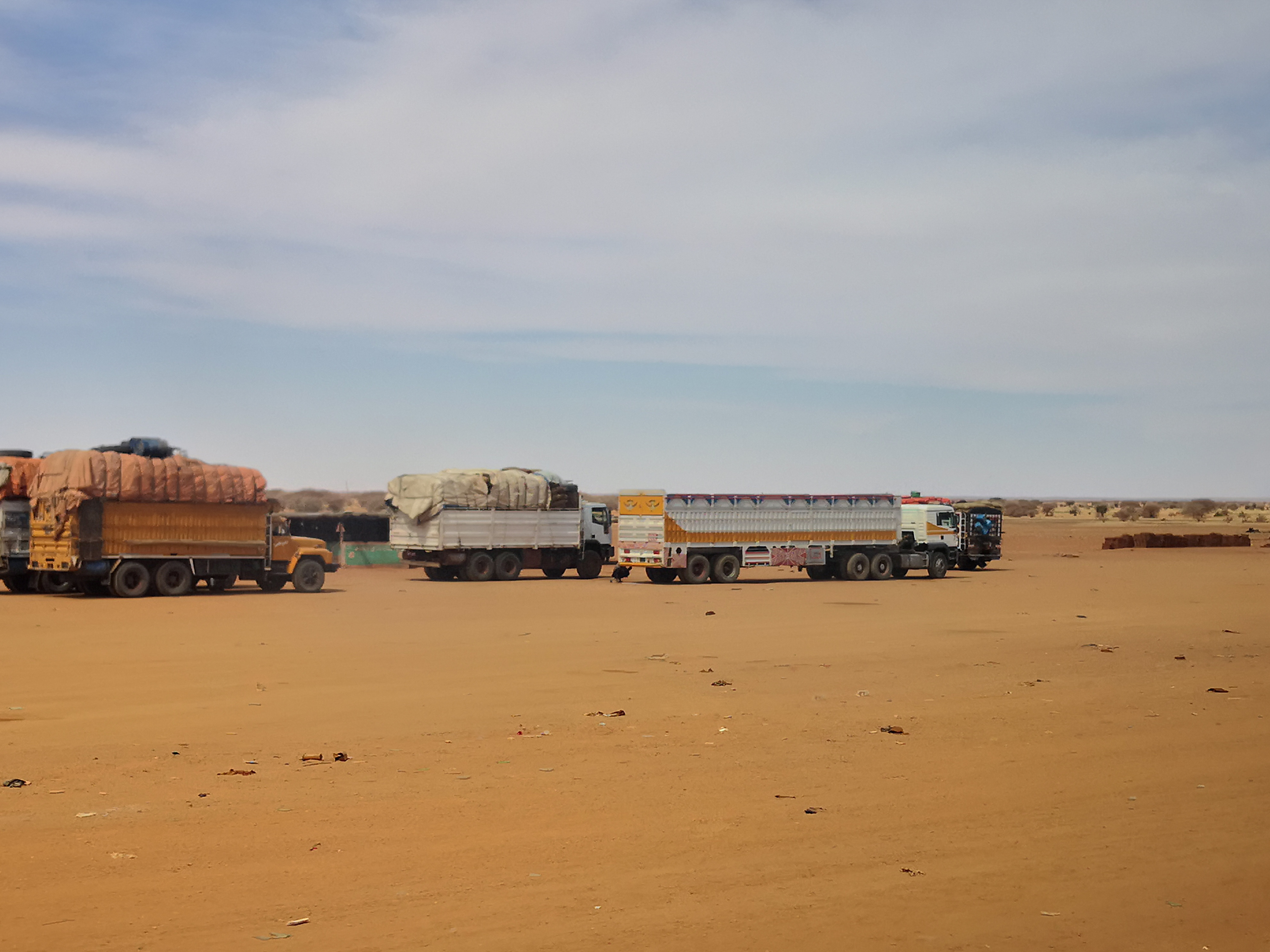
شاحنات نقل بضائع

نقل الشُحنات هي عملية انتقال شحنة من وسيلة نقل إلى أخرى. تُستخدم هذه العملية عادةً عندما لا يمكن الاعتماد على وسيلة نقل واحدة طوال الرحلة، مثل نقل البضائع دوليًا من نقطة داخلية إلى أخرى. وقد تتطلب الرحلة استخدام شاحنة لنقل البضائع إلى المطار، ثم الطائرة لنقلها عبر الجو، ومن ثم شاحنة أخرى لتوصيلها إلى وجهتها. كذلك يمكن أن تشمل الرحلة نقل مواد ضخمة مثل الفحم، إذ يُنقل عبر السكك الحديدية من المناجم، ثم إلى السفن في الميناء. كما يكون نقل الشحنات ضروريًا عند نقاط تغيير السكك الحديدية عندما تكون المعدات بين الخطوط غير متوافقة.
ونظرا لأن النقل يتطلب تناول البضائع، فإن ذلك يقتضي نفقات وتتعرض البضائع لخطر التلف، ومن ثم تُصمم منشآت نقل الشُحنات بهدف الحد من مناولة البضائع إلى أقل حد ممكن، ونظرًا لاختلاف السعات في الأوضاع المختلفة، فإن المنشآت تحتاج عادةً بعض منشآت التخزين مثل المستودعات أو ساحات السكك الحديدية. أما بالنسبة للبضائع الهائلة تُوفر عمليات مناولة مخصصة للمواد والتخزين مثل رافعات الحبوب. يساعد النقل متعدد الوسائط في الحد من عمليات المناولة باستخدام الحاويات التي يتم تناولها كالوحدات والتي تعمل أيضًا في التخزين عند الحاجة.

## نقل الشُحنات وشحن البضائع من سفينة إلى أخرى
قد يختلط نقل الشُحنات بمصطلح شحن البضائع من سفينة إلى أخرى ولكنهما يمثلان مفهومين مختلفين اختلافًا كبيرًا. فنقل الشُحنات يختص بآليات النقل، بينما نقل البضائع من سفينة إلى أخرى هو بالأساس مصطلح قانوني يتناول كيفية بدء الشحن ومستقرة. ولنعتبر أن شُحنة من الحبوب: قد نقلت إلى رافعة، ولكن عند هذه النقطة جمع بينها وبين حبوب من مزارع أخرى ثم تركت على القطار كشُحنة مميزة عن تلك الشحنات التي وضعت بينها. وهنا لا يمكن أن نقول أنها شُحنت من سفينة إلى أخرى. أو لنعتبر أن هناك طردًا مشحونًا عبر خدمة تسليم الطرود أو البريد؛ قد تُغير وسيلة الشحن عدة مرات عبر رحلة الطرد، ولكن نظرًا لأنه (من نقطة خارجية) يرسل كشحنة واحدة بغض النظر عن كيفية إرساله أو أي شيء يسافر معه في تلك الرحلة، فهذا الطرد لا يعتبر قد انتقل من سفينة إلى أخرى. وبالعكس فإن الشُحنة المحمولة على شاحنة تعتبر (قانونًا) في رحلة واحدة إلى نقطة متوسطة في رحلتها، ثم انتقلت إلى هدفها الأخير دون مغادرة الشاحنة. وإذا حُدد ذلك على شحنتين، فسيتم نقل البضائع من سفينة إلى أخرى؛ ولن يتم نقل الشحن.

## منشآت نقل الشُحنات

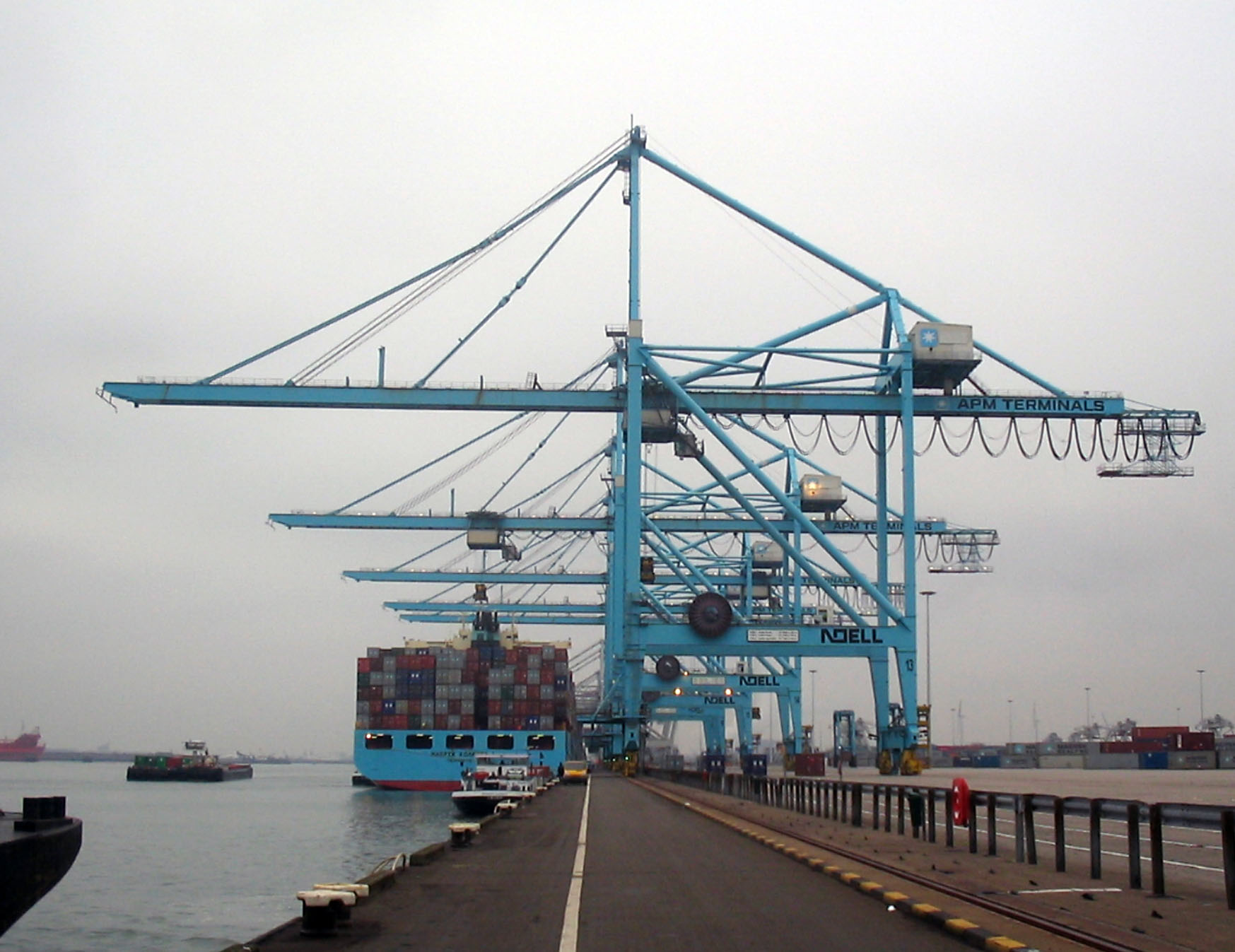
رافعات الحاويات تستخدم في نقل الحاويات من وإلى سفن الحاويات.

يمكن أن تُنقل الشُحنات في أي مكان. فيمكن سحب الشاحنة إلى شاحنة أخرى أو إلى قطار ولن يحتاج إنجاز ذلك سوى استخدام سائق الشاحنة ومتعهد تحميل وتفريغ السفن. ومن أجل تحقيق السرعة والفعالية، تُستخدم مجموعة من الأدوات المتخصصة لتناول البضائع. ومن ثم يوجد في المنشآت متعددة الوسائط رافعات متخصصة لتناول الحاويات ويوجد في الأرصفة البحرية لنقل الفحم عربات قلابة دوارة وناقلات ومعدات أخرى لتفريغ وشحن عربات السكك الحديدية والسفن سريعًا وباستخدام أقل عدد ممكن من الأفراد.
وعادةً ما تُحسن المعدات المستخدمة لشحن البضائع لإتمام عملية النقل سريعًا. فعلى سبيل المثال، تُسرع عملية شحن السيارات باستخدام عربات قطار الحمل الذاتي وسفن نقل المركبات التي يمكن تحميلها دون استخدام رافعات أو معدات أخرى. وتسمح الحاويات القياسية باستخدام معدات المناولة العادية وتجنب مناولة البضاعة كبيرة الحجم.
غالباً يُجمع بين نقل الشحن وبين عمليات التصنيف ومنشآت التوجيه، حيث تحتاج الأخيرة في الغالب إلى مناولة البضائع.